# Emma Ishta
Emma Ishta (nacida el 16 de noviembre de 1990) es una modelo y actriz australiana.
Comenzó modelando en Australia a la temprana edad de 13 años. Interpretó a Kirsten Clark en la serie de la cadena Freeform, Stitchers.
Ella está casada con el nativo de Nueva York y dramaturgo Daniel James McCabe, cuyo juego The Food, en el cual ambos actuaron, se estrenó el 2014 en el Festival Internacional de la Franja en Nueva York y ganó el Premio por Excelencia en Dramaturgia.

## Filmografía
| Año  | Título               | Personaje        | Notas                    |
| ---- | -------------------- | ---------------- | ------------------------ |
| 2014 | Black Box            | Cara             | Episodio: "Kodachrome"   |
| 2014 | Power                | Bella            | Episodio: "This Is Real" |
| 2014 | Manhattan Love Story | Catharine        | Episodio: "Pilot"        |
| 2015 | I Smile Back         | Katrina Blackman | Película                 |
| 2015 | Stitchers            | Kirsten Clark    | Serie. Papel principal.  |
| 2018 | The Good Cop         | Belinda Mannix   |                          |
| 2019 | Crown Vic            | Ally             | Película                 |

- Datos: Q20740822